# Stephanocereus
Stephanocereus es un género de cactus nativo de Brasil, emparentado con Arrojadoa. Este género era monotípico hasta que Pilosocereus luetzelburgii fue incluida aquí, resultando la combinación Stephanocereus luetzelburgii.

## Especies
- Stephanocereus leucostele
- Stephanocereus luetzelburgii